# Obîci, Șumsk
Obîci (în ucraineană Обич) este un sat în comuna Rohmaniv din raionul Șumsk, regiunea Ternopil, Ucraina.

## Demografie
Componența lingvistică a localității Obîci
     Ucraineană (100%)
Conform recensământului din 2001, toată populația localității Obîci era vorbitoare de ucraineană (100%).